# Factos alternativos

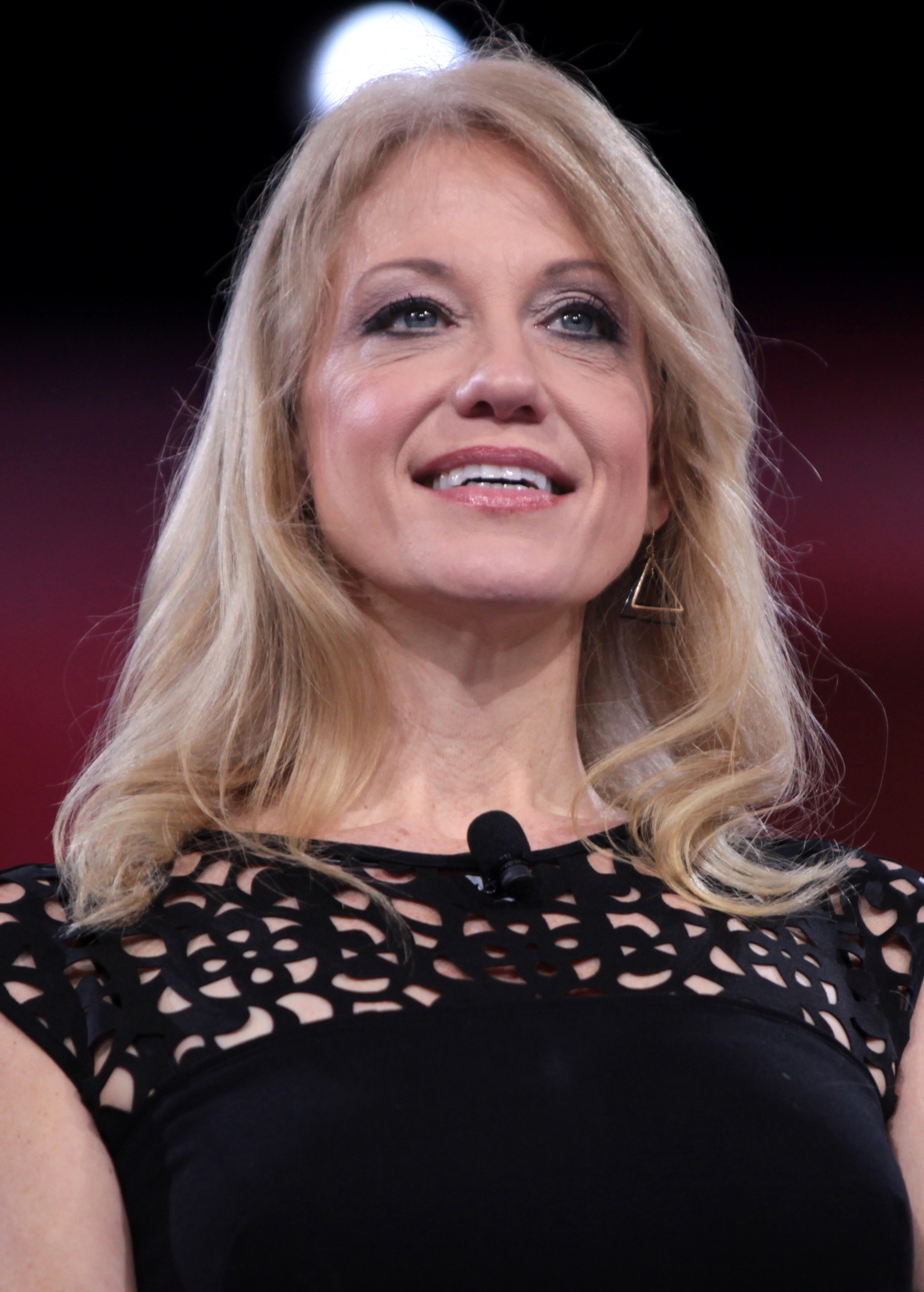
Kellyanne Conway usou a expressão controversa "factos alternativos" durante uma entrevista a 22 de Janeiro de 2017.

A expressão "factos alternativos" ganhou notoriedade após ser utilizada pela Conselheira do Presidente dos Estados Unidos da América, Kellyanne Conway, durante uma entrevista no programa televisivo Meet the Press da NBC, a 22 de Janeiro de 2017, em que ela defendeu a declaração falsa de Sean Spicer, Porta-voz da Casa Branca, sobre o número de pessoas que assistiram à tomada de posse de Donald Trump como Presidente dos Estados Unidos. Quando pressionada pelo entrevistador Chuck Todd para que explicasse o motivo pelo qual Spicer teria dito uma "falsidade comprovável", Conway respondeu: "Não seja excessivamente dramático em relação a isso, Chuck. Você diz que é uma falsidade, e ... o nosso porta-voz, Sean Spicer, forneceu factos alternativos a isso." Todd respondeu, dizendo: "Repare, factos alternativos não são factos. São mentiras."
O uso da expressão "factos alternativos" para descrever algo amplamente considerado como falso foi ridicularizado nas redes sociais e fortemente criticado nos Estados Unidos pelos jornalistas Dan Rather, Jill Abramson, e a Public Relations Society of America. A frase foi largamente descrita como orwelliana; até quinta-feira, 26 de Janeiro de 2017, as vendas do livro Mil Novecentos e Oitenta e Quatro tinha aumentado 9,500%, tornando-se no best-seller número 1 da Amazon.com.

## História
A 21 de Janeiro de 2017, teve lugar a primeira conferência de imprensa do Porta-voz da Casa Branca, Sean Spicer. Spicer acusou a comunicação social de ter subestimado deliberadamente o tamanho da multidão que assistiu à tomada de posse do Presidente Trump, e acrescentou ainda que a cerimónia tinha reunido a "maior audiência de sempre a assistir a uma tomada de posse — ponto final — tanto em pessoa, como por todo o mundo." De acordo com todos os dados disponíveis, as alegações de Spicer eram falsas. Imagens aéreas mostraram que a multidão na tomada de posse de Trump era significativamente mais pequena do que a multidão presente na tomada de posse de Barack Obama, em 2009. Spicer afirmou que 420.000 pessoas se deslocaram no Metropolitano de Washington no dia da tomada de posse em 2017, e comparou este número com as 317,000 pessoas que o teriam feito em 2013. Não é claro de onde foram retirados estes números: o número real de passageiros entre a meia-noite e as 11 da manhã foram 193,000 em 2017, e 317,000 em 2013. Se se considerar o dia todo, o número de passageiros foi 570,557 em 2017, e 782,000 em 2013.
Spicer também deu informação incorrecta sobre o uso de revestimento branco no chão durante a cerimónia. Ele afirmou que este foi usado pela primeira vez durante a tomada de posse de Trump, e que este teria sido responsável por um efeito visual que teria feito o público parecer menor. Este revestimento do chão tinha, no entanto, já sido utilizado em 2013, quando Obama foi empossado para o segundo mandato. Spicer não respondeu a quaisquer perguntas na conferência de imprensa. Kellyanne Conway, estratega de campanha e conselheira de Trump, defendeu as declarações de Spicer, dizendo em entrevista com Chuck Todd na NBC, que o porta-voz estaria, simplesmente a dar "factos alternativos", e que o número de espectadores da tomada de posse de Trump não podiam ser provados nem quantificados.
Na semana que se seguiu aos comentários de Conway, ela foi forçada a discutir os "factos alternativos", usando, no entanto, outras expressões, como "informação alternativa" e "informação incompleta". Dois dias depois da entrevista com Todd, ela defendeu as restrições de viagens decretadas por Trump, referindo-se ao inexistente "Massacre de Bowling Green" (mais tarde, Conway disse que se estava a referir à prisão de dois iraquianos em Bowling Green, Kentucky por enviaram ajuda a terroristas no Iraque), e alegou falsamente que o Presidente Obama, em 2011, teria "banido vistos para os refugiados do Iraque durante seis meses". Estas últimas distorções foram descritas como tendo "levado os 'factos alternativos' a outro patamar".
Houve quem notasse a semelhança da expressão "factos alternativos" com uma outra utilizada por Trump, no seu livro publicado em 1987, Trump: A Arte do Negócio. No livro, uma "hipérbole verdadeira" foi descrita como "uma forma inocente de exagero—e... uma forma muito eficaz de promoção." O livro afirma que "as pessoas querem acreditar que qualquer coisa é o maior, e o melhor, e o mais espectacular." O escritor-fantasma do livro, Tony Schwartz, disse que foi ele quem cunhou a frase e afirmou que Trump "a adorou".

## Reacção
A conferência de imprensa de Spicer e os comentários subsequentes de Conway alvo de fortes reacções nas redes sociais. O jornalista Dan Rather postou uma crítica mordaz à nova administração presidencial dos EUA, no seu perfil de Facebook. Rather escreveu:
Estes não são tempos normais. Estes são tempos extraordinários. E tempos extraordinários exigem medidas extraordinárias.
Quando temos um porta-voz do presidente dos Estados Unidos a enfeitar uma mentira com a expressão orwelliana "factos alternativos"...
Quando temos um porta-voz na sua primeira aparição perante os repórteres da Casa Branca, a ameaçar, intimidar, mentir, e sair da sala sem ter os cojones de responder a uma única questão...

e concluiu,
Os factos e a verdade não são partidários. São a base da nossa democracia. E ou se está com eles, connosco, com a nossa Constituição, com a nossa História, e com o futuro da nossa nação, ou se está contra eles. Todos devem responder a esta pergunta.

OThe New York Times respondeu com uma verificação dos factos relativos às declarações feitas por Spicer durante a conferência de imprensa. Esta peça incluia uma comparação fotográfica das multidões na tomada de posse de Obama em 2009, e da de Trump.
De acordo com o The Guardian, o Breitbart News endossou o uso da expressão "factos alternativos" por Conway, argumentando que é um "termo inofensivo e preciso, utilizado em contexto jurídico, onde cada parte expõe a sua própria versão dos factos para que o tribunal decida", mas eles próprios observaram que "[uma] pesquisa em vários dicionários jurídicos online, no entanto, não produziu quaisquer resultados para o termo."[carece de fontes?]
A jornalista e antiga editora executiva do New York Times, Jill Abramson, caracterizou os comentários de Conway sobre factos alternativos como "novilíngua orwelliana", e disse: "'Factos alternativos' são apenas mentiras".
O website do dicionário Merriam-Webster informou que o número de pesquisas do significado da palavra "facto" subiu a pique após Conway ter usado a expressão "factos alternativos". A Merriam-Webster ainda se envolveu no assunto com uma declaração via Twitter: "Um facto é uma informação apresentada como tendo realidade objectiva." O tweet incluia ainda um link para o seu artigo sobre o uso do termo de Conway.
Após a entrevista de Conway no Meet the Press e da resposta viral nas redes sociais, nas quais os "factos alternativos" foram comparados com a novílingua, um termo do romance distópico de George Orwell, Mil Novecentos e Oitenta e Quatro, as vendas do livro aumentaram 9.500%, alcançando o lugar cimeiro da lista de best-sellers da Amazon.com. A comunicação social atribuiu o interesse renovado no livro às observações de Conway. Penguin, a editora, reimprimiu 75.000 cópias do livro para dar resposta à procura.
A 24 de Janeiro de 2017, a Sociedade de Relações Públicas da América, um grupo de relações públicas, publicou um comunicado que dizia: "Incentivar e perpetuar o uso de factos alternativos por intermédio de porta-vozes de destacada importância prejudica a imagem de todos os profissionais da comunicação." Robert Stoker, da Universidade George Washington, advertiu que o termo "factos alternativos" pode e deve ser distinguido de falsidades.

## Correcção por Spicer
A 23 de Janeiro, Spicer corrigiu as suas declarações a respeito do número de passageiros do Metropolitano de Washington, afirmando que ele apenas tinha tido acesso às estatísticas que "lhe tinham sido dadas". No entanto, manteve a sua alegação altamente contestada de que a tomada de posse de Trump teria sido a mais vista de todas, dizendo que também estaria a incluir todos os espectadores: online, na televisão, e em pessoa.